# GE Transportation
GE Transportation (nota anche come GE Rail) è una divisione di Wabtec operante nella costruzione di materiale ferroviario, marino, minerario e industriale per il settore di produzione di energia. Fino al 25 febbraio 2019 era una sussidiaria di General Electric.
La sede centrale è a Chicago, Illinois, gli stabilimenti a Erie, Pennsylvania. Le locomotive sono assemblate ad Erie, le motorizzazioni a Grove City (Pennsylvania). Nel 2011 annunciò il proposito di costruire un secondo stabilimento di produzione di locomotive a Fort Worth, Texas, per sopperire all'aumento di domanda del settore.

## Produzione
GE Transportation è un grosso produttore di locomotive diesel-elettriche per la trazione di treni merci e passeggeri; si ritiene che abbia in Nord America un "market share" del 70%. Produce anche componenti per il segnalamento ferroviario e ricambi per locomotive e rotabili in genere oltre che servizi di manutenzione e riparazione per locomotive di propria produzione o conto terzi.
Nella primavera del 2007, GE Transportation Systems presentò un prototipo di locomotiva ibrida diesel elettrica ad emissioni inquinanti ridotte. A settembre del 2010 venne annunciato un piano di commercializzazione del modello a partire dagli anni 2014-2015.
Oltre alle locomotive e agli equipaggiamenti ferroviari, GE Transportation Systems produce grandi motori elettrici e sistemi di azionamento per miniere, perforazioni del sottosuolo e turbine eoliche. Nel settore marino produce sistemi di propulsione per natanti piccoli e di media stazza.
Altro settore è quello della produzione di batterie per alimentazione di apparecchiature di ogni genere. Il comparto produzione batterie GE's Durathon è sito a Schenectady (New York).